# Hugh Alexander Kennedy

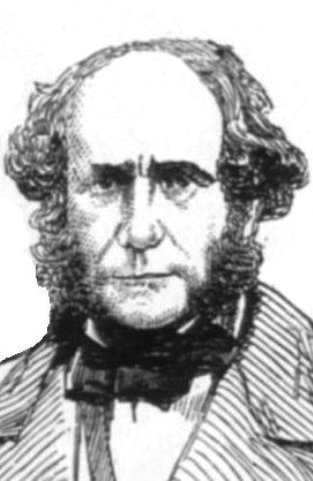
Hugh Alexander Kennedy, ca. 1860

Hugh Alexander Kennedy (* 1809; † 22. Oktober 1878) war ein britischer Schachmeister.
Kennedy war ehemals Captain der Army und ein führender Londoner Schachspieler. 1844 verlor er ein Spiel gegen Howard Staunton (3 : 8). 1845 spielte er im Team mit Staunton in Portsmouth in zwei Telegraphenspielen (eines verloren und eines unentschieden) gegen ein Team von Henry Thomas Buckle, George Walker, William Davies Evans, Perigal und Tuckett in London. Er verlor zwei Spiele gegen Elijah Williams 1846 und gegen Edward Löwe 1849, beide in London.
Hugh Alexander Kennedy spielte im großen internationalen Londoner Schachturnier von 1851 und wurde dort sechster. Er besiegte dabei Carl Mayet in Runde 1 mit zwei Siegen. In Runde zwei verlor er gegen Marmaduke Wyvill. In Runde drei besiegte er James Mucklow mit vier Siegen und verlor schließlich gegen József Szén.
Im Jahre 1862 verlor er das vielleicht erste internationale Telegraphenspiel gegen Serafino Dubois.